# Ałtyn
Ałtyn – rosyjska obrachunkowa jednostka pieniężna używana od XIV w. równa 6 diengom. Jako moneta bita w miedzi w latach 1655–1718, następnie jako 3 kopiejki, aż do końca XX w.